# Équipe de Géorgie de curling
L'équipe de Géorgie de curling est la sélection qui représente la Géorgie dans les compétitions internationales de curling. En 2017, les équipes ne sont pas classées.

## Historique
En 2013, la Géorgie devient membre de la Fédération mondiale de curling sous l'impulsion de Zakaria Khechuachvili qui est également vice-président du hockey sur glace géorgien.
Il n'y a pas d'action particulière sur le territoire géorgien. Il n'existe que trois piste de glace : Batoumi, Tbilissi et l'hiver en en extérieur Bakouriani.